# Wostok (statek kosmiczny)

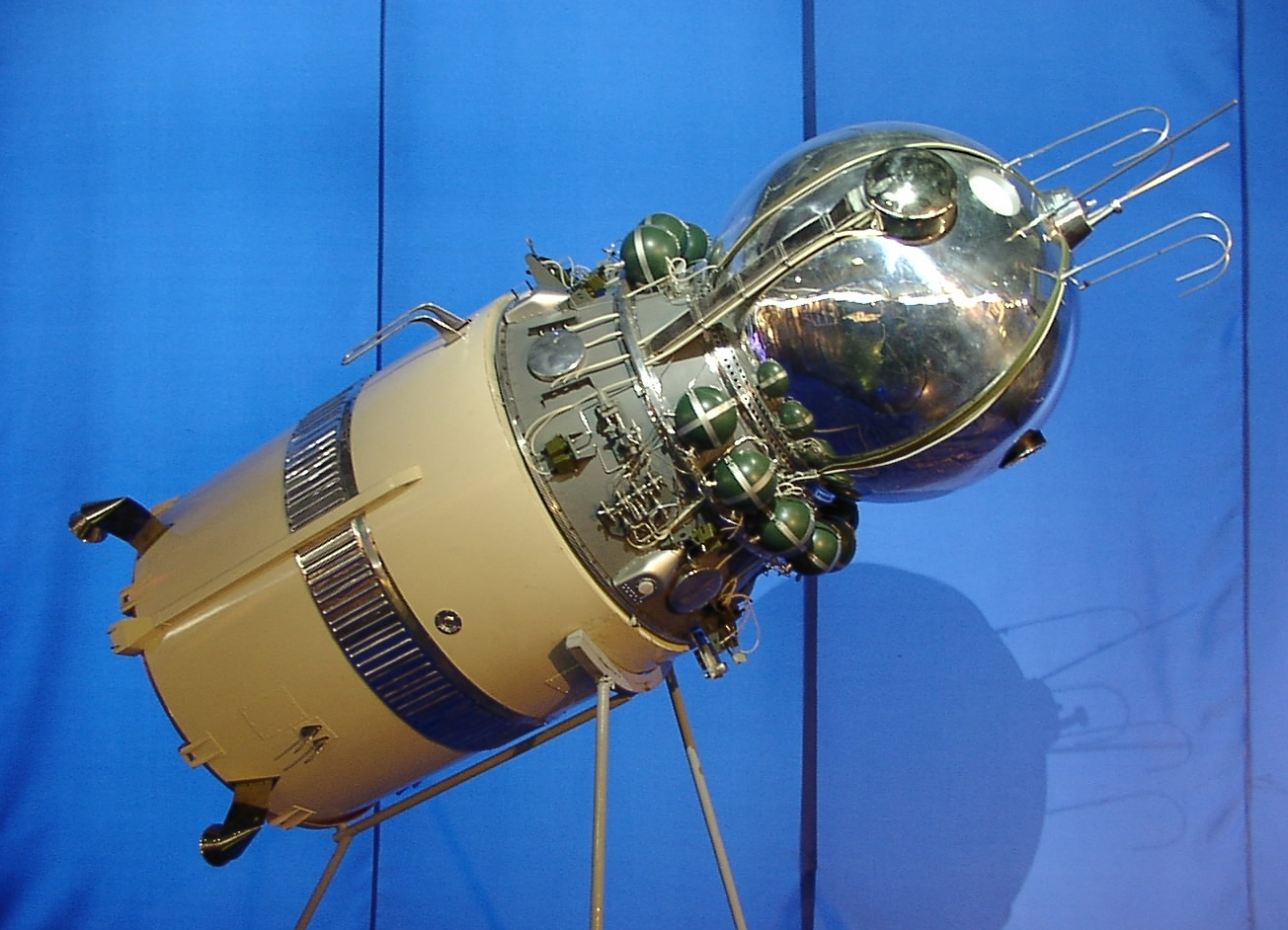
Makieta statku Wostok 1

Wostok (ros. "Wschód" – strona świata) – seria radzieckich jednoosobowych pojazdów kosmicznych.
Konstrukcja Wostoka była bazą do opracowania kolejnych statków kosmicznych, przede wszystkim Woschoda i Sojuza. Statki z serii Wostok były wynoszone z kosmodromu Bajkonur za pomocą rakiet typu Wostok 8K72 i jej pochodnych, np. Wostok 8K72E, która wynosiła prototypy Wostoka, nazywane Korabl-Sputnik.
Statki Wostok odbyły sześć lotów w kosmos między kwietniem 1961 roku a czerwcem 1963 roku. Każdorazowo były pilotowane przez jednego kosmonautę. Poprzedziło je siedem startów (5 udanych) prototypów i statków testowych, Korabl-Sputnik, numerowanych od 1 do 5.
Konstrukcja Wostok składała się z dwóch części: sferycznej kabiny załogowej i modułu technicznego w kształcie stożka, wyposażonego w silnik hamujący typu TDU-1. Moduł techniczny był odrzucany przed rozpoczęciem powrotu. W końcowej fazie powrotu na Ziemię, pilot katapultował się i lądował za pomocą spadochronu.
Wybrane dane techniczne:
- masa: 4730 kg
- długość: 4,4 m
- średnica: 2,43 m
- średnica lądownika: 2,3 m

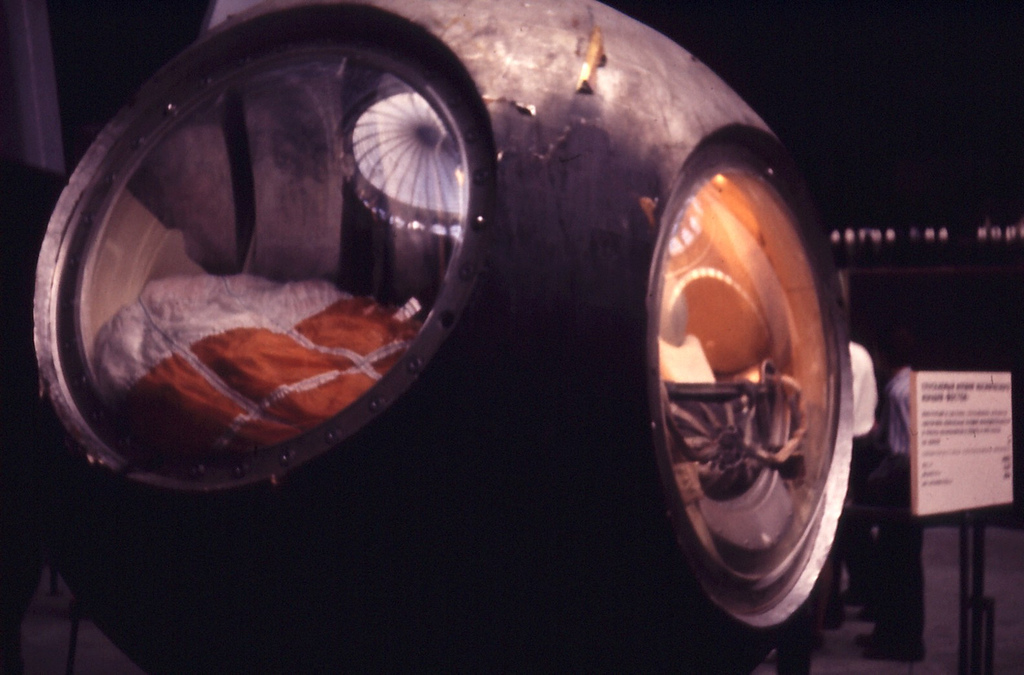
Kapsuła powrotna statku Wostok, którym leciał Gagarin

- zasilanie z akumulatorów, maksymalny czas lotu 10 dni.

W kosmos zostało wystrzelonych sześć pojazdów tego typu.
- Wostok 1 - 12 kwietnia 1961; Jurij Gagarin; pierwszy lot kosmiczny człowieka po orbicie okołoziemskiej.
- Wostok 2 - 6 sierpnia 1961; Gierman Titow
- Wostok 3 i Wostok 4 - 11 i 15 sierpnia 1962, pierwszy lot zespołowy, zbliżenie na 6,5 km.
- Wostok 5 - 14 czerwca 1963; Walerij Bykowski
- Wostok 6 - 16 czerwca 1963; Walentina Tierieszkowa

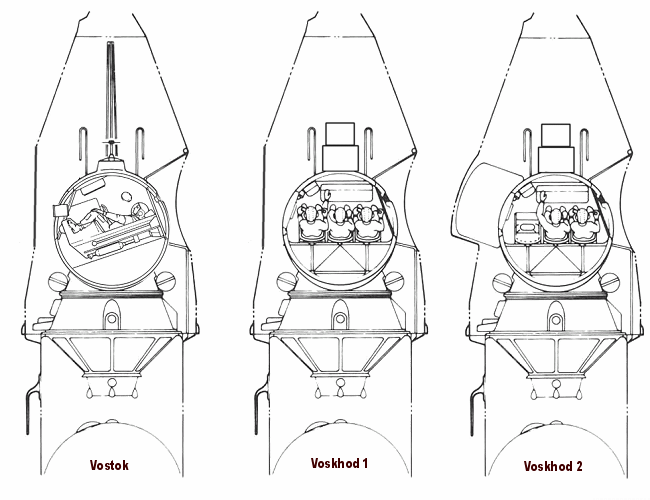
Ułożenie załóg w rosyjskich statkach załogowych Wostok i Woschod

Pomyślnie wystrzelono też pięć prototypów:
- Korabl-Sputnik 1
- Korabl-Sputnik 2
- Korabl-Sputnik 3
- Korabl-Sputnik 4
- Korabl-Sputnik 5